# شیمه‌ناوا
شیمه‌ناوا (به ژاپنی: Shimenawa 標縄/注連縄/七五三縄) طناب مانندهایی از کاه برنج یا کنف است که برای آیین طهارت در دین شینتو استفاده می‌شود.